# Złoty Sztylet
Złoty Sztylet (ang. The Gold Dagger Award) – brytyjska nagroda literacka, przyznawana corocznie przez Stowarzyszenie Pisarzy Literatury Kryminalnej (ang. Crime Writers' Association, CWA) za najlepszą powieść kryminalną.
Nagroda jest przyznawana od 1955 w kilku kategoriach, zaś jej laureatami są nie tylko pisarze anglojęzyczni (Brytyjczycy, Amerykanie czy Kanadyjczycy), lecz w ostatnim czasie także twórcy spoza kultury anglosaskiej.

## Sponsorzy
W latach 1995–2002 sponsorem nagrody był Macallan, szkocki producent whisky, dlatego też w tych latach marka Macallan pojawiała się w oficjalnej nazwie nagrody (Macallan Gold Dagger). W 2006, gdy sponsorem nagrody został bank Duncan Lawrie, zmieniła się również jej nazwa, na Duncan Lawrie Dagger. Za sprawą nowego sponsora wysokość nagrody wzrosła do 20 tys. funtów, dzięki czemu nagroda Złotego Sztyletu stała się najwyższą od strony finansowej nagrodą literacką świata w dziedzinie literatury kryminalnej.
w 2008 bank Duncan Lawrie zrezygnował ze sponsorowania nagrody, która powróciła do nazwy „Złoty Sztylet”. Od tego czasu jej wartość wynosi 2,5 tys. funtów.
Przez wiele lat przyznawano również drugą nagrodę, tzw. Srebrny Sztylet (ang. Silver Dagger), jednak wraz ze zmianą sponsora zrezygnowano z niej, wprowadzając jednocześnie kilka nowych kategorii.

## Laureaci Złotego Sztyletu
Lista obejmuje zwycięzców, oraz – tam, gdzie było to możliwe – również kandydatów do nagrody. Jeśli powieści były tłumaczone na język polski, zostały podane tytuły polskich przekładów oraz tytuł oryginalny.
2020–2024
2024
- Złoty Sztylet : Una Mannion, Tell Me What I Am
  - Nilanjana Roy, Black River
  - Jesse Sutanto, Vera Wong’s Unsolicited Advice for Murderers
  - Maz Evans, Over My Dead Body
  - Mick Herron, The Secret Hours
  - Dennis Lehane, Ostatnia przysługa (Small Mercies)

2023
- Złoty Sztylet: George Dawes Green, The Kingdoms of Savannah
  - Vaseem Khan, The Lost Man of Bombay
  - Simon Mason, A Killing in November
  - Anna Mazzola, The Clockwork Girl
  - WC Ryan, The Winter Guest
  - Simon Van der Velde, The Silent Brother

2022
- Złoty Sztylet: Ray Celestin, Sunset Swing
  - Jacqueline Bublitz, Before You Knew My Name
  - S.A. Cosby, Razorblade Tears
  - John Hart, The Unwilling
  - Abir Mukherjee, The Shadows of Men
  - William Shaw, The Trawlerman

2021
- Złoty Sztylet: Chris Whitaker, We Begin at the End
  - S.A. Cosby, Blacktop Wasteland
  - Ben Creed, City of Ghosts
  - Nicci French, House of Correction
  - Robert Galbraith, Niespokojna krew (Troubled Blood)
  - Elly Griffiths, The Postscript Murders
  - Thomas Mullen, Midnight Atlanta

2020
- Złoty Sztylet: Michael Robotham, Good Girl Bad Girl
  - Claire Askew, What You Pay For
  - Lou Berney, November Road
  - John Fairfax, Forced Confessions
  - Mick Herron, Joe Country
  - Abir Mukherjee, Death in the East

### 2010–2019
2019
- Złoty Sztylet: M.W. Craven(inne języki), The Puppet Show
  - Claire Askew, All the Hidden Truths
  - Christobel Kent, What We Did
  - Donna Leon, Adopcja (Unto Us a Son is Given)
  - Derek B. Miller, American by Day
  - Benjamin Wood, A Station on the Path to Somewhere Better

2018
- Złoty Sztylet: Steve Cavanagh, The Liar''
  - Mick Herron, London Rules
  - Dennis Lehane, Pokochać noc (Since We Fell)
  - Attica Locke, Bluebird, Bluebird
  - Abir Mukherjee, A Necessary Evil
  - Emma Viskic, Resurrection Bay

2017
- Złoty Sztylet: Jane Harper, Susza (ang. The Dry)
  - Belinda Bauer, Martwa jesteś piękna (ang. The Beautiful Dead)
  - Ray Celestine, Dead Man’s Blues
  - Mick Herron, Spook Street
  - Derek B. Miller, The Girl In Green
  - Abir Mukherjee, A Rising Man

2016
- Złoty Sztylet: Bill Beverly, Dodgers
  - Christopher Brookmyre, Black Widow
  - Denise Mina, Blood Salt Water
  - Mick Herron, Real Tigers

2015
- Złoty Sztylet: Michael Robotham, Life or Death
  - Belinda Bauer, The Shut Eye
  - James Carlos Blake, The Rules of Wolfe
  - Robert Galbraith, Jedwabnik (ang. The Silkworm)
  - Sam Hawken, Missing
  - Stephen King, Pan Mercedes (ang. Mr. Mercedes)
  - Attica Locke, Pleasantville

2014
- Złoty Sztylet: Wiley Cash, This Dark Road to Mercy
  - Paula Daly, Keep Your Friends Close
  - Paul Mendelson, The First Rule of Survival
  - Louise Penny, How the Light Gets In

2013
- Złoty Sztylet: Mick Herron, Dead Lions
  - Belinda Bauer, Rubbernecker
  - Lauren Beukes, Lśniące dziewczyny (ang. The Shining Girls)
  - Becky Masterman, Droga 66 (ang. Rage Against the Dying)

2012
- Złoty Sztylet: Gene Kerrigan, The Rage
  - N.J. Cooper, Vengeance in Mind
  - M.R. Hall, The Flight
  - Chris Womersley, Bereft

2011
- Złoty Sztylet: Tom Franklin, Crooked Letter, Crooked Letter
  - Steve Hamilton, The Lock Artist
  - A.D. Miller, Snowdrops
  - Denise Mina, The End of the Wasp Season

2010
- Złoty Sztylet: Belinda Bauer, Szczątki (ang. Blacklands)
  - S J Bolton, Blood Harvest
  - George Pelecanos, The Way Home
  - Karen Campbell, Shadowplay

### 2000–2009
2009
- Złoty Sztylet: William Brodrick, Wyszeptane imię (ang. A Whispered Name)
  - Kate Atkinson, When Will There Be Good News?
  - Mark Billingham, Tajemnica (ang. In the Dark)
  - Lawrence Block, Hit and Run
  - M.R.Hall, Koroner (ang. The Coroner)
  - Gene Kerrigan, Dark Times in the City

2008
- Duncan Lawrie Dagger: Frances Fyfield, Drugie życie Marianne Shearer (ang. Blood From Stone)
  - James Lee Burke, The Tin Roof Blowdown
  - Colin Cotterill, The Coroner's Lunch
  - Steve Hamilton, Night Work
  - Laura Lippman, Co wiedzą zmarli (ang. What the Dead Know)
  - R. N. Morris, A Vengeful Longing

2007
- Duncan Lawrie Dagger: Peter Temple, Przeklęty brzeg (właśc. The Broken Shore)
  - Giles Blunt, Pustkowia żałoby (ang. The Fields of Grief)
  - James Lee Burke, Pegasus Descending
  - Gillian Flynn, Ostre przedmioty (ang. Sharp Objects)
  - Craig Russell, Brat Grimm (ang. Brother Grimm)
  - C.J. Sansom, Rebelia (ang. Sovereign)

2006 (zmiana oficjalnej nazwy)
- Duncan Lawrie Dagger: Ann Cleeves, Czerń kruka (ang. Raven Black)
  - Simon Beckett, Chemia śmierci (ang. The Chemistry of Death)
  - Thomas H. Cook, Czerwone liście (ang. Red Leaves)
  - Frances Fyfield, Safer Than Houses
  - Bill James, Wolves of Memory
  - Laura Wilson, A Thousand Lies

2005
- Złoty Sztylet: Arnaldur Indriðason, Grobowa cisza (ang. Silence of the Grave, właśc. Grafarþögn)
- Srebrny Sztylet: Barbara Nadel, Deadly Web
  - Karin Fossum, Utracona (ang. Calling Out for You, właśc. Elskede Poona)
  - Friedrich Glauser, Matto u władzy (ang. In Matto's Realm, właśc. Matto regiert)
  - Carl Hiaasen, Szantaż zza grobu (ang. Skinny Dip)
  - Fred Vargas, W wilczej skórze (ang. Seeking Whom He May Devour, właśc. L’Homme à l'envers)

2004
- Złoty Sztylet: Sara Paretsky, Blacklist
- Srebrny Sztylet: John Harvey, Flesh and Blood
  - Mo Hayder, Tokyo
  - Val McDermid, Żądza krwi (ang.The Torment of Others)
  - James W. Nichol, Nocna taksówka (ang. Midnight Cab)
  - Laura Wilson, The Lover

2003
- Złoty Sztylet: Minette Walters, Fox Evil
- Srebrny Sztylet: Morag Joss, Half-Broken Things
  - Boris Akunin, Azazel (właśc. Азазель)
  - Robert Littell, W gąszczu luster (ang. The Company)
  - Carlo Lucarelli, Almost Blue
  - Robert Wilson, Ślepiec z Sewilli (ang. Blind Man from Seville)

2002
- Złoty Sztylet: Jose Carlos Somoza, Jaskinia filozofów (właśc. La caverna de las ideas)
- Srebrny Sztylet: James Crumley, The Final Country
  - Mark Billingham, Mięczak (ang. Scaredy Cat)
  - James Lee Burke, Jolie Blon's Bounce
  - Michael Connelly, Cmentarzysko (ang. City of Bones)
  - Minette Walters, Acid Row

2001
- Złoty Sztylet: Henning Mankell, Fałszywy trop (właśc. Villospår)
- Srebrny Sztylet: Giles Blunt, Czterdzieści słów rozpaczy (ang. Forty Words for Sorrow)
  - Stephen Booth, Dancing with the Virgins
  - Denise Danks, Baby Love
  - George Pelecanos, Czysty jak łza (właśc. Right as Rain)
  - Scott Phillips, Zimne dranie (ang. The Ice Harvest)

2000
- Złoty Sztylet: Jonathan Lethem, Osierocony Brooklyn (ang. Motherless Brooklyn)
- Srebrny Sztylet: Donna Leon, Znajomi na stanowiskach (ang. Friends in High Places)
  - James Lee Burke, Droga purpurowych trzcin (ang. Purple Cane Road)
  - Elliot Pattison, Mantra czaszki (ang. The Skull Mantra)
  - Lucy Wadham, Lost
  - Martin Cruz Smith, Havana Bay

### 1990–1999
1999
- Złoty Sztylet: Robert Wilson, Śmierć w Lisbonie (ang. A Small Death in Lisbon)
- Srebrny Sztylet: Adrian Mathews, Vienna Blood
  - Val McDermid, A Place of Execution
  - Ian Rankin, Martwe dusze (ang. Dead Souls)
  - Michael Connelly, Schody aniołów (ang. Angels Flight)
  - Denise Danks, Phreak
  - Frances Fyfield, Staring at the Light

1998
- Złoty Sztylet: James Lee Burke, Sunset Limited (w przekładzie na język polski pozostawiono tytuł oryginalny)
- Srebrny Sztylet: Nicholas Blincoe, Manchester Slingback
  - Michael Dibdin, A Long Finish
  - Geoffrey Archer, Fire Hawk
  - Reginald Hill, On Beulah Height
  - George Pelecanos, King Suckerman

1997
- Złoty Sztylet: Ian Rankin, Black and Blue (w przekładzie na język polski pozostawiono tytuł oryginalny)
- Srebrny Sztylet: Janet Evanovich, Po trzecie dla draki (ang. Three to Get Deadly)
  - Frank Lean, The Reluctant Investigator

1996
- Złoty Sztylet: Ben Elton, Popcorn (w przekładzie na język polski pozostawiono tytuł oryginalny)
- Srebrny Sztylet: Peter Lovesey, Detektyw Diamond i zagadka zamkniętego pokoju (ang. Bloodhounds)
  - Jessica Mann, A Private Enquiry

1995
- Złoty Sztylet: Val McDermid, Syreni śpiew (ang. The Mermaids Singing)
- Srebrny Sztylet: Peter Lovesey, Powrót detektywa Diamonda (ang. The Summons)
  - Elizabeth Ironside, A Very Private Enterprise
  - Minette Walters, The Dark Room

1994
- Złoty Sztylet: Minette Walters, Wędzidło sekutnicy (ang. The Scold's Bridle)
- Srebrny Sztylet: Peter Høeg, Smilla w labiryntach śniegu (ang. Smilla's Sense of Snow, właśc. Frøken Smillas fornemmelse for sne)
  - Val McDermid, Crack Down
  - Sara Paretsky, Światło nadziei (ang. Tunnel Vision)

1993
- Złoty Sztylet: Patricia Cornwell, Z nadmiernym okrucieństwem (ang. Cruel & Unusual)
- Srebrny Sztylet: Sarah Dunant, Fatlands
  - Robert Richardson, The Hand of Strange Children
  - Janet Neel, Death Among the Dons

1992
- Złoty Sztylet: Colin Dexter, The Way Through the Woods
- Srebrny Sztylet: Liza Cody, Bucket Nut

1991
- Złoty Sztylet: Barbara Vine (właśc. Ruth Rendell), King Solomon’s Carpet
- Srebrny Sztylet: Frances Fyfield, Deep Sleep
  - Janet Neel, Death of a Partner
  - Michael Dibdin, Dirty Tricks

1990
- Złoty Sztylet: Reginald Hill, Bones and Silence
- Srebrny Sztylet: Mike Phillips, The Late Candidate
  - John Harvey, Rough Treatment

### 1980–1989
1989
- Złoty Sztylet: Colin Dexter, Ta dziewczyna jest martwa (ang. The Wench is Dead)
- Srebrny Sztylet: Desmond Lowden, The Shadow Run

1988
- Złoty Sztylet: Michael Dibdin, Ratking
- Srebrny Sztylet: Sara Paretsky, Toxic Shock

1987
- Złoty Sztylet: Barbara Vine (właśc. Ruth Rendell), A Fatal Inversion
- Srebrny Sztylet: Scott Turow, Uznany za niewinnego (ang. Presumed Innocent)
  - Liza Cody, Under Contract

1986
- Złoty Sztylet: Ruth Rendell, Live Flesh
- Srebrny Sztylet: P.D. James, Przedsmak śmierci (ang. A Taste for Death)

1985
- Złoty Sztylet: Paula Gosling, Monkey Puzzle
- Srebrny Sztylet: Dorothy Simpson, Last Seen Alive
  - Andrew Taylor, Our Father's Lies
  - Jill Paton Walsh, A Piece of Justice

1984
- Złoty Sztylet: B.M. Gill, The Twelfth Juror
- Srebrny Sztylet: Ruth Rendell, Drzewo dłoni (właśc. The Tree of Hands)

1983
- Złoty Sztylet: John Hutton, Accidental Crimes
- Srebrny Sztylet: William McInnery, The Papers of Tony Vietch

1982
- Złoty Sztylet: Peter Lovesey, The False Inspector Dew
- Srebrny Sztylet: S.T. Haymon, Ritual Murder

1981
- Złoty Sztylet: Martin Cruz Smith, Park Gorkiego (ang. Gorky Park)
- Srebrny Sztylet: Colin Dexter, Śmierć w Jerycho (ang. The Dead of Jericho)

1980
- Złoty Sztylet: H.R.F. Keating, The Murder of the Maharaja
- Srebrny Sztylet: Ellis Peters, Obrońca w kapturze / Trujący lęk (ang. Monk's Hood)

### 1970–1979
1979
- Złoty Sztylet: Dick Francis, Na złamanie karku (ang. Whip Hand)
- Srebrny Sztylet: Colin Dexter, Nabożeństwo za Wszystkich Zmarłych (ang. Service of All the Dead)

1978
- Złoty Sztylet: Lionel Davidson, The Chelsea Murders
- Srebrny Sztylet: Peter Lovesey, Waxwork

1977
- Złoty Sztylet: John le Carré, Jego uczniowska mość (ang. The Honourable Schoolboy )
- Srebrny Sztylet: William McIlvanney, Laidlaw

1976
- Złoty Sztylet: Ruth Rendell, Demon w mojej wyobraźni (ang. A Demon in My View)
- Srebrny Sztylet: James H. McClure, Rogue Eagle

1975
- Złoty Sztylet: Nicholas Meyer, The Seven-Per-Cent Solution
- Srebrny Sztylet: P.D. James, Czarna wieża (ang. The Black Tower)

1974
- Złoty Sztylet: Anthony Price, Other Paths to Glory
- Srebrny Sztylet: Francis Clifford, Żegnaj Grosvenor Square (ang. The Grosvenor Square Goodbye)

1973
- Złoty Sztylet: Robert Littell, Zdrada Lewintera (ang. The Defection of A.J. Lewinter)
- Srebrny Sztylet: Gwendoline Butler, A Coffin for Pandora

1972
- Złoty Sztylet: Eric Ambler, The Levanter
- Srebrny Sztylet: Victor Canning, The Rainbird Pattern

1971
- Złoty Sztylet: James H. McClure, The Steam Pig
- Srebrny Sztylet: P.D. James, Całun dla pielęgniarki (ang. Shroud for a Nightingale)

1970
- Złoty Sztylet: Joan Fleming, Young Man I Think You're Dying
- Srebrny Sztylet: Anthony Price, The Labyrinth Makers

### 1960–1969
1969
- Złoty Sztylet: Peter Dickinson(inne języki), Lwy mają apetyt (ang. A Pride of Heroes)
- Srebrny Sztylet: Francis Clifford, Można umrzeć inaczej (ang. Another Way of Dying)

1968
- Złoty Sztylet: Peter Dickinson, Tajemnica plemienia Ku (ang. Skin Deep)

1967
- Złoty Sztylet: Emma Lathen, Murder Against the Grain

1966
- Złoty Sztylet: Lionel Davidson, A Long Way to Shiloh

1965
- Złoty Sztylet: Ross Macdonald, Z tamtej strony dolara (ang. The Far Side of the Dollar)

1964
- Złoty Sztylet: H.R.F. Keating, The Perfect Murder

1963
- Złoty Sztylet: John le Carré, Ze śmiertelnego zimna (inny polski przekład pt. Uciec z zimna; ang. The Spy Who Came in from the Cold )
  - Nicholas Freeling, Tajemnica białego Mercedesa (ang. Gun Before Butter)
  - William Haggard, The High Wire

1962
- Złoty Sztylet: Joan Fleming, When I Grow Rich
  - Eric Ambler, The Light of the Day
  - Colin Watson, Hopjoy Was Here

1961
- Złoty Sztylet: Mary Kelly, The Spoilt Kill
  - John le Carré, Budzenie zmarłych (ang. Call for the Dead)
  - Allan Prior, One Way

1960
- Złoty Sztylet: Lionel Davidson, The Night of Wenceslas
  - Mary Stewart, My Brother Michael
  - Julian Symons, Progress of a Crime

### 1950–1959
1959
- Crossed Red Herring Award: Eric Ambler, Passage of Arms
  - James Mitchell, A Way Back
  - Menna Gallie, Strike for a Kingdom

1958
- Crossed Red Herring Award: Margot Bennett, Someone from the Past
  - Margery Allingham, Hide My Eyes
  - James Byrom, Or Be He Dead
  - John Sherwood, Undiplomatic Exit

1957
- Crossed Red Herring Award: Julian Symons, The Colour of Murder
  - Ngaio Marsh, Off With His Head
  - George Milner, Your Money or Your Life
  - Douglas Rutherford, The Long Echo

1956
- Crossed Red Herring Award: Edward Grierson, The Second Man
  - Sarah Gainham, Time Right Deadly
  - Arthur Upfield, Man of Two Tribes
  - J.J. Marric, Gideon’s Week

1955
- Crossed Red Herring Award: Winston Graham, The Little Walls
  - Leigh Howard, Blind Date
  - Ngaio Marsh, Scales of Justice
  - Margot Bennett, The Man Who Didn't Fly